# Joseph Lunt
Joseph Lunt (* 6. Juli 1866 in Egerton bei Bolton, Greater Manchester; † 4. Januar 1940 in Kapstadt, Südafrika) war ein britischer Astronom.

## Leben
Joseph Lunt erhielt den Bachelor of Science Abschluss am Owen’s College, an der heutigen Universität Manchester. Er wurde Mitglied der British Astronomical Association, deren Abteilung für Fotografie er 1897 leitete. Im Juli desselben Jahres wurde er zum Assistenten am Royal Observatory, Cape of Good Hope in Kapstadt ernannt. Die Stelle trat er im Oktober 1897 an und behielt sie bis zu seinem Ruhestand im Jahr 1926. Lunt wurde 1902 Fellow der Royal Astronomical Society, der Chemical Society und des Royal Institute of Chemistry. Im Jahre 1909 wurde ihm der Doktorgrad der Victoria University of Manchester zuerkannt. Nach Gründung der Cape Astronomical Association 1912 wurde er zu ihrem Vize-Präsidenten gewählt, von 1917 bis 1919 war er ihr Präsident. Lunt war verheiratet und verstarb an einer Herzkrankheit.

## Werk
Lunt arbeitete u. a. über Doppelsterne und Sternspektroskopie, er wies das Element Europium in Alpha Bootis und Beta Geminorum nach.
Joseph Lunt entdeckte die folgenden sieben IC-Objekte
IC 2621, IC 4670, IC 5170, IC 5171, IC 5181, IC 5201, IC 5224
und ist Mitentdecker des Kometen 1914E.